# تراولر کلاس شاکسپرین
تراولر کلاس شاکسپرین (به انگلیسی: Shakespearian-class trawler) یک کلاس از کشتی است که طول آن ۱۶۴ فوت (۵۰ متر) می‌باشد.